# Paul Guers
Paul Guers (París; 19 de diciembre de 1927-Montsoreau; 27 de noviembre de 2016) fue un actor francés que apareció en una setentena de películas entre 1955 y 1996, entre las que pueden citarse Fuga desesperada (1961), Homenaje a la hora de la siesta (1962), La bahía de los ángeles (1963) y La fuga (1964).